# Муза смерті
«Муза смерті» (англ. Muse) — стрічка 2017 року виробництва Іспанії. Фільм було вперше продемонстровано на Міжнародному кінофестивалі в Сіджасі в жовтні 2017 року.

## Сюжет
Після року стосунків університетського професора літератури Самюеля Соломона зі студенткою Беатріс, дівчина вчиняє самогубство. Через певний час чоловіку починає снитися вбвство, а згодом, з новин, дізнається про смерть жінки на ім'я Лідія — жінки з його снів. На місці злочину Самюель знаходить Рейчел, яка також страждала від сну про вбивство. У маєтку вони знаходять фото з написом: «Біле кільце. 1968» та артефакт яйце.
Університетська подруга Сюзан знаходить інформацію, що напис на фотографії — назва літературної групи, яка займалася вивченням муз, вона складалася з п'яти членів. Четверо з них загинули за дивних обставин, доля п'ятого, Бернарда, — невідома.
Рейчел вдається дізнатися місцеперебування Бернарда. Соломон знаходить старого. Він повідомляє, що музи почали полювати на Самюеля, тому слід виконувати все, що вони говорять. Рейчел разом з сином втікають, але через переслідування сутенера молода жінка ховається в будинку професора. Чоловік вирушає на зустріч до муз, щоб повернути яйце, яке вони називають імаго. Але в руках однієї музи воно ламається. Вони вимагають принести справжнє імаго.
Одна з муз приходить до Рейчел та викрадає сина. Після тортур Бернард помирає. У нього Соломон знаходить лист від Лідії з адресою лікарні. У палаті вони відкривають шафу, в середині якої було дзеркало. Сьомою музою була Беатріс, яка поселилася в його серці. Після погроз покінчити з сином Рейчел, Соломон вбиває Беатріс, разом з цим помирають усі музи.
Соломон, як і обіцяв піклується, про сина Рейчел і почав писати книгу про пережиті події.

## У ролях
| Актор           | Роль            |
| --------------- | --------------- |
| Елліот Кауен    | Самюель Соломон |
| Франка Потенте  | Сюзан           |
| Ана Улару       | Рейчел          |
| Леонор Вотлінг  | Лідія           |
| Крістофер Ллойд | Бернард         |
| Мануела Вельєс  | Беатріс         |
| Джоанн Воллі    | Жаклін          |

## Створення фільму

### Виробництво
Зйомки фільму проходили в Іспанії, Бельгії, Ірландії.

### Знімальна група
- Кінорежисер — Жауме Балагеро
- Сценаристи — Жауме Балагеро, Фернандо Наварро
- Кінопродюсери — Карлос Фернандес, Брендан Мак-Карті, Джон Мак-Доннелл
- Композитор — Стівен Реннікс
- Кінооператор — Пабло Россо
- Кіномонтаж — Гільєрмо де ла Кал
- Художник-постановник — Андре Фонсні
- Артдиректор — Дам'єн Дравен, Флоріан Мюллер
- Художники-декоратори — Ребека Комерма, Паскалль Вілльям
- Художник-костюмер — Кетрін фон Брі
- Підбір акторів — Крістіна Кампос, Мануель Пуро[3]

## Сприйняття
Фільм отримав змішані відгуки. На сайті Rotten Tomatoes оцінка стрічки становить 40 % на основі 35 відгуків від глядачів із середньою оцінкою 3,2/5. Фільму зарахований «розсипаний попкорн» від глядачів, Internet Movie Database — 5,3/10 (1 947 голосів).